# Карлсбад (Баден)
Ка́рлсбад (нем. Karlsbad) — община в Германии, в земле Баден-Вюртемберг.
Подчиняется административному округу Карлсруэ. Входит в состав района Карлсруэ. Население составляет 15 808 человек (на 31 декабря 2010 года). Занимает площадь 38,01 км².